# Lu-šan (městský okres v Ťiang-si)
Lu-šan (čínsky pchin-jinem Lúshān, znaky zjednodušené 庐山, tradiční 廬山) je městský okres ležící na jihu centrální části městské prefektury Ťiou-ťiang v severní části provincie Ťiang-si Čínské lidové republiky, jižně od hory Lu-šan. Rozloha městského okresu je 719 km², roku 2011 měl 264 000 obyvatel.
Do roku 2016 nesl název Sing-c’ (čínsky pchin-jinem Xīngzǐ, znaky 星子) a měl status okresu.

## Historie
V období Severní Sung zde roku 982 vznikl speciální kraj Nan-kchang (南康), roku 1277 byl reorganizován na fiskální oblast. V říši Ming zde existovala prefektura Si-ning (西寧), později přejmenovaná na prefekturu Nan-kchang. Prefektura zanikla až roku 1912 v souvislosti s reorganizací územního členění Číny po vzniku Čínské republiky.